# Roville-devant-Bayon
Roville-devant-Bayon település Franciaországban, Meurthe-et-Moselle megyében. Lakosainak száma 746 fő (2022. január 1.). Roville-devant-Bayon Bayon, Laneuveville-devant-Bayon, Mangonville, Neuviller-sur-Moselle és Virecourt községekkel határos.

## Népesség
A település népessége az elmúlt években az alábbi módon változott:
| Lakosok száma | 720  | 737  | 628  | 709  | 809  | 794  | 785  | 769  | 761  | 746  |
|               | 1968 | 1982 | 1990 | 2006 | 2013 | 2015 | 2017 | 2019 | 2020 | 2022 |